# 阿尔斯基申
阿尔斯基申（法語：Harskirchen，法語發音：[aʁskiʁʃən]）是法国下莱茵省的一个市镇，属于萨韦尔讷区。

## 地理
阿尔斯基申（48°55'55"N, 7°2'21"E）面积14.42 平方千米，位于法国大東部大區下莱茵省，该省份为法国大陆部分最东部的省份，是阿尔萨斯的一部分，今与上莱茵省组成了阿尔萨斯欧洲集体，其南至上莱茵省，西南接孚日省和默尔特-摩泽尔省，西接摩泽尔省，北与德国接壤，东侧沿莱茵河与德国相望。
与阿尔斯基申接壤的市镇（或旧市镇、城区）包括：萨拉尔布、阿尔特维莱尔、比塞尔、迪登多夫、因辛根、凯斯卡斯泰勒、萨尔于尼翁、萨尔韦登、斯绍佩尔唐。
阿尔斯基申的时区为UTC+01:00、UTC+02:00（夏令时）。

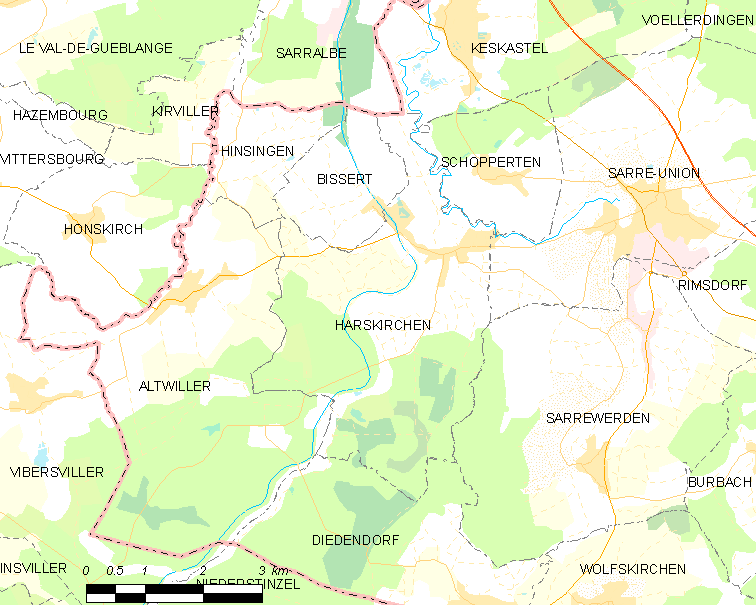
阿尔斯基申的OSM定位图

## 行政
阿尔斯基申的邮政编码为67260，INSEE市镇编码为67183。

## 政治
阿尔斯基申所属的省级选区为英维莱尔县。

## 人口

1962-2008年间阿尔斯基申人口变化图示

阿尔斯基申于2022年1月1日时的人口数量为894人。